# Nemoptera bipennis
Nemoptera bipennis är en insektsart som först beskrevs av Johann Karl Wilhelm Illiger 1812.  Nemoptera bipennis ingår i släktet Nemoptera och familjen Nemopteridae. Inga underarter finns listade i Catalogue of Life.

## Bildgalleri

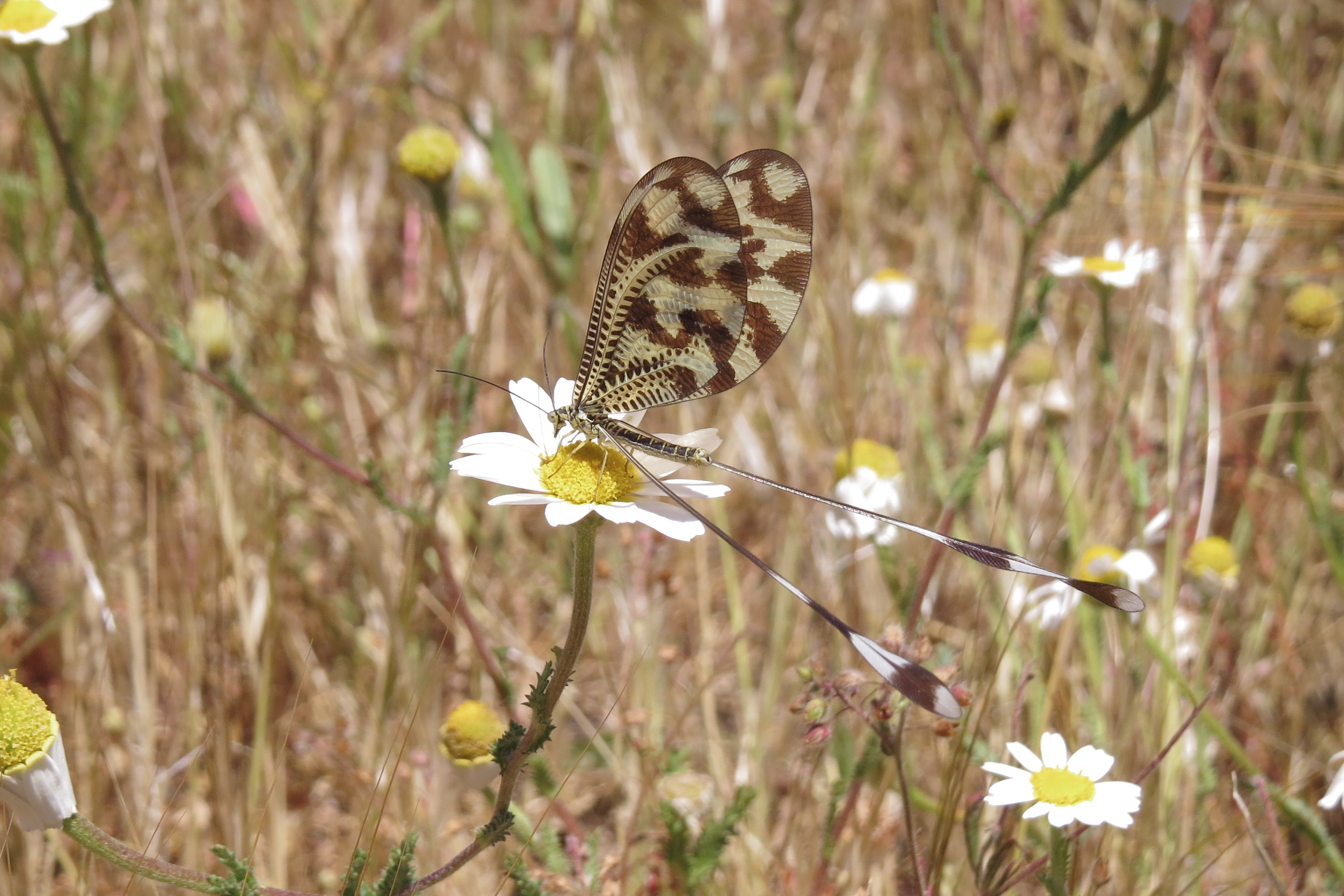
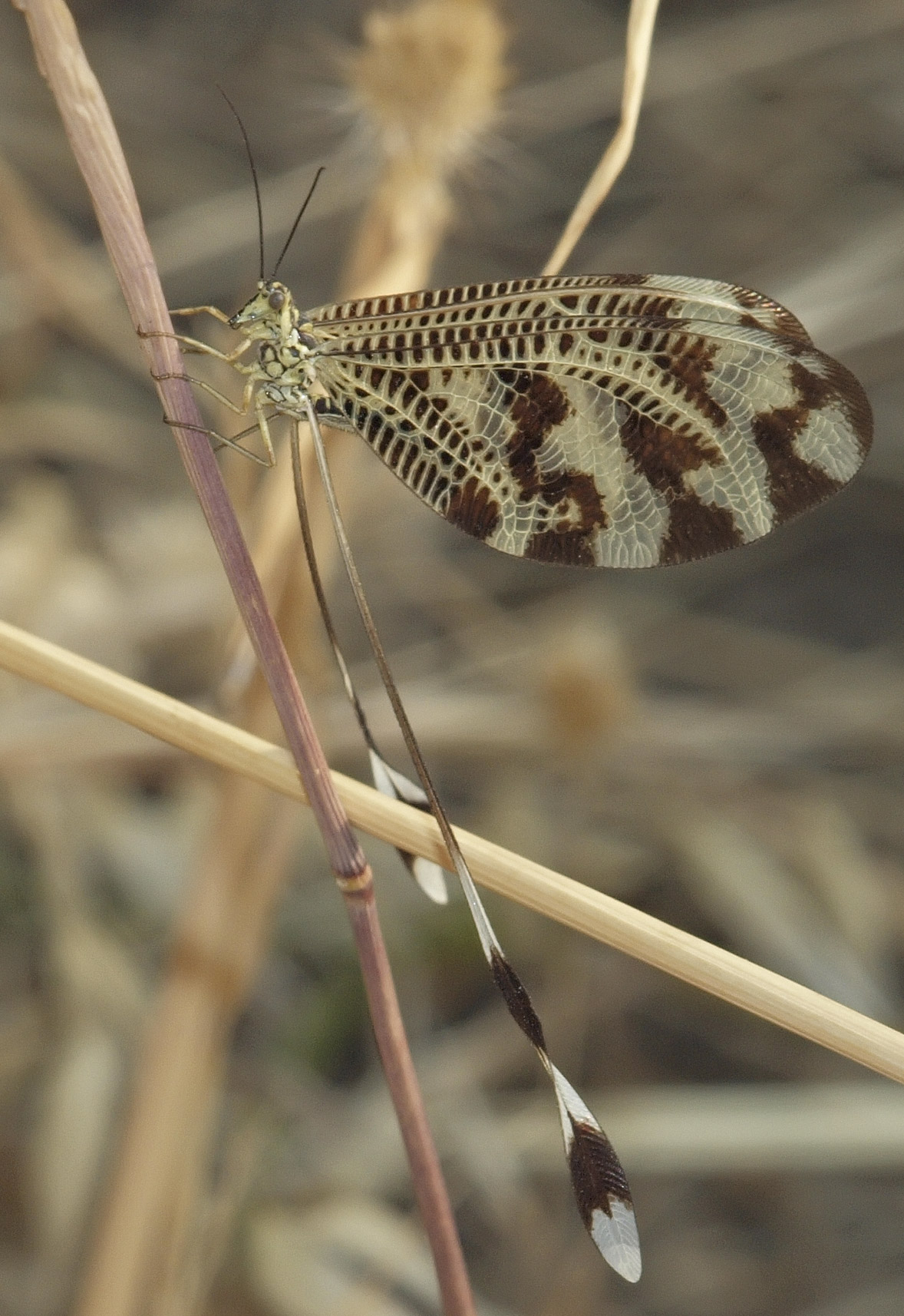
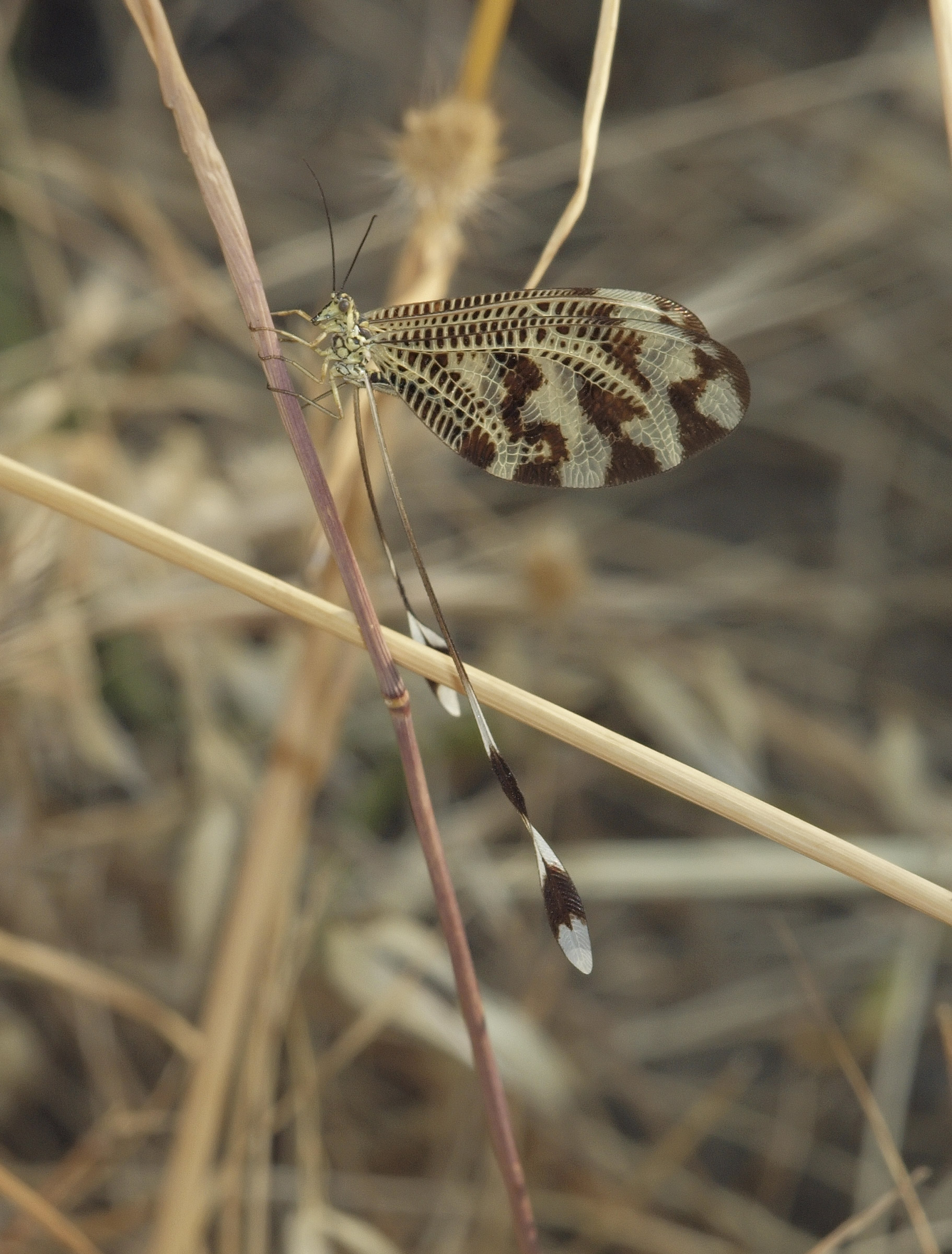